# 고흥경찰서
고흥경찰서(高興警察署, Goheung Police Station)는 전라남도경찰청이 관할하는 경찰서 중 하나이다. 전라남도 고흥군 고흥읍 흥양길 42에 위치하고 있다.
서장은 총경으로 보한다.

## 기본 정보
- 주소: 전라남도 고흥군 고흥읍 흥양길 42
- 우편번호: 548-804

## 관할 파출소 및 지구대
고흥경찰서는 12개의 파출소를 산하에 두고 있다.
| 명칭       | 사진 | 주소                 | 관할구역       | 치안센터                  |
| ---------- | ---- | -------------------- | -------------- | ------------------------- |
| 과역파출소 |      | 과역면 고흥로 2964   | 과역면, 남양면 | 남양치안센터 탄포치안센터 |
| 읍내파출소 |      | 고흥읍 학교길 74     | 고흥읍, 두원면 | 두원치안센터              |
| 녹동파출소 |      | 도양읍 비봉로 146    | 도양읍, 도덕면 | 도덕치안센터              |
| 금산파출소 |      | 금산면 거금중앙길 50 | 금산면         |                           |
| 도화파출소 |      | 도화면 중심길 32     | 도화면         |                           |
| 봉래파출소 |      | 봉래면 축정2길 9     | 봉래면         |                           |
| 대서파출소 |      | 대서면 석장1길 2     | 대서면         |                           |
| 동강파출소 |      | 동강면 원유둔1길 14  | 동강면         |                           |
| 포두파출소 |      | 포두면 우주로 616    | 포두면         |                           |
| 점암파출소 |      | 점암면 모룡길 34     | 점암면         |                           |
| 영남파출소 |      | 영남면 팔영로 1041   | 영남면         |                           |
| 풍양파출소 |      | 풍양면 죽시장터길 5  | 풍양면         |                           |

## 같이 보기
- 전라남도지방경찰청